# Discula tabellata
Discula tabellata е вид коремоного от семейство Hygromiidae. Видът е застрашен от изчезване.

## Разпространение
Разпространен е в Португалия (Мадейра).